# Augustin Calmet
Dom Antoine Augustin Calmet (Ménil-la-Morgue (França), 26 febrer del 1672 - abadia de Senones, 25 d'octubre del 1757) va ser un destacat exegeta francès que va escriure "Història de l'Antic i Nou Testament i dels jueus", i que també va publicar el 1746 un llibre titulatEl món dels fantasmes, en el qual s'inclou un assaig sobre els vampirs.
Va ser educat al priorat benedictí de Breuil (Commercy), i professà com a monjo benedictí a l'abadia de Saint Mansuy a Toul el 23 d'octubre del 1688 després unir-se a l'orde l'any anterior. Fou ordenat sacerdot el 17 març 1696 i va passar a ensenyar filosofia i teologia a l'abadia de Moyenmoutier. Va començar allà a recopilar material per a un comentari de la Bíblia que va completar durant la seva estada com a sots-prior i professor d'exegesi a Munster, Alsàcia. Entre 1707 i 1716 va publicar 23 volums de la seva principal obra Commentaires littéral sud tous les livres de l'Ancien et du Nouveau Testament, amb dues edicions més entre 1714-20 i 1724-26. Aquesta obra va tenir una primera traducció entre 1730-38 al llatí de la qual es van publicar tres edicions i una segona traducció amb almenys una edició en 1730.
En reconeixement de les seves qualitats com a home instruït i pius, va ser elegit prior de Lay-Saint-Christophe el 1715, abat de Saint Léopold a Nancy el 1719, i de Senones el 1729. Així mateix, va ser dues vegades elegit Superior General de la congregació i, encara que el Papa Benet XIII volgué ordenar-lo bisbe, va rebutjar el càrrec.

## Obra
El seu treball fou eclèctic i prolífic. Les seves obres principals són:
- Abrégé de l'histoire de la Lorraine, Nancy, (1734);
- La Bible en latin et en français, amb un Commentaire littéral et critique, París, 1707-1716, 23 vol. in-4 (el comentari va ser reimpres per separat amb el títol Trésor d'antiquités sacrées et profanes, 9 v., 1722 i anys successius);
- Bibliothèque lorraine, ou histoire des hommes illustres qui ont fleuri en Lorraine, Nancy, (1751);
- Commentaires sur l'Ancien et le Nouveau Testament, (26 volums) (1707-1717);
- Dictionnaire historique et critique de la Bible, Paris, 1722-1728, 2 vol. m-fol. (versió en línia);
- Dissertation sur les grands chemins de Lorraine, Nancy, (1727);
- Histoire de l'Ancien et du Nouveau Testament;
- Histoire de l'abbaye de Munster, Colmar, (pòstum, 1882);
- Histoire de l'abbaye de Senones, Saint-Dié, (pòstum, 1877-1881);
- Histoire ecclésiastique et civile de la Lorraine, Nancy, (1728), 4 vol., in-fol.;
- Histoire généalogique de la maison du Châtelet, Nancy, (1741);
- Histoire universelle sacrée et profane, Strasbourg, (1735-1747);
- Notice de la Lorraine, Nancy, 1756 (Edició de 1840 a Google Books);
- Traité historique des eaux et bains de Plombières, de Luxeuil et de Bains, Nancy, (1748);
- Dissertations sur les apparitions des Anges, des Démons & des Esprits. Et sur les Revenans et Vampires de Hongrie, de Boheme, de Moravie & de Silesie. (1746)